# Megatropolis
Megatropolis (в переводе с англ. — «Мегатрополис») — шестой студийный альбом немецкой пауэр-метал-группы Iron Savior, выпущенный 4 июня 2007 года.

## Об альбоме
В Megatropolis вошло десять новых песен, среди которых нет ни одного кавера. Альбом посвящён брату Пита Силка, Тиму, умершему в ноябре 2005 года.
Песня «Iron Watcher» является переизданным миксом из песен «Iron Savior» и «Watcher in the Sky» с дебютного альбома группы.
24 апреля 2015 года была выпущена версия альбома с более современным для группы звучанием, получившая название Megatropolis 2.0. Песни на этом диске расположены в несколько ином порядке.

## Список композиций
Слова и музыка всех песен — Пит Силк.
| №   | Название                               | Длительность |
| --- | -------------------------------------- | ------------ |
| 1.  | «Running Riot»                         | 4:57         |
| 2.  | «The Omega Man»                        | 4:52         |
| 3.  | «Flesh»                                | 5:01         |
| 4.  | «Megatropolis»                         | 5:03         |
| 5.  | «Cybernetic Queen»                     | 4:52         |
| 6.  | «Cyber Hero»                           | 4:59         |
| 7.  | «A Tale from Down Below»               | 5:18         |
| 8.  | «Still I Believe»                      | 4:35         |
| 9.  | «Hammerdown» (ограниченный бонус-трек) | 4:00         |
| 10. | «Farewell and Good Bye»                | 5:53         |

| №                   | Название            | Длительность |
| ------------------- | ------------------- | ------------ |
| 11.                 | «Iron Watcher»      | 4:43         |
| Общая длительность: | Общая длительность: | 54:11        |

## Участники записи
- Пит Силк — вокал, гитара
- Йоахим Кестнер — гитара, бэк-вокал
- Йенц Леонхард — бас, бэк-вокал
- Томас Нак — ударные